# AM75 SNCB
Série 08

Les automotrices de la série 08 (ou AM 75), plus souvent appelées Quadruples ou AM 800, sont des automotrices quadruples de la SNCB dont les 44 exemplaires ont été construits de 1975 à 1979.
Elles peuvent être accouplées avec les AM classiques (attelage semi-automatique Henricot), mais ne permettent pas l'intercirculation ; à la place, elles offrent un poste de conduite plus spacieux.
Numérotées de 801 à 844, elles ont connu à ce jour trois livrées : grise avec bande orange, puis bordeaux, puis gris clair avec face avant jaune et portes rouges. Il s'agit du plus vieux matériel roulant de la SNCB depuis le retrait des AM classiques en 2024.

## Modernisation
En 2014, il s'agissait des plus anciennes automotrices circulant encore avec l'aménagement intérieur d'origine. 
De 2015 à 2020 toutes les unités ont été modernisées, avec un nouvel aménagement intérieur, de nouvelles fenêtres, indicateurs électroniques, nouvelles toilettes plus spacieuses mais moins nombreuses, prises électriques en première classe et climatisation des cabines de conduite. La nouvelle livrée est gris clair à portes rouges et une ligne bleue à hauteur du sol.
En 2016, la première motrice modernisée sort de l’atelier. Il s'agit de l’AM 843.

## Affectation
Les AM75 circulent principalement dans la région d'Anvers. Elles y assurent des trains S (S32, S33 et S34) et des trains IC vers Turnhout (IC-11 et IC-30). En outre, elles circulent sporadiquement sur la liaison Anvers-Charleroi (IC-05 et IC-07) et assurent quelques trains S (S62 et S63) autour de Charleroi. Comme la tension néerlandaise est la moitié de la belge, les motrices de la ligne S32 roulent à puissance réduite sur les quelque dix kilomètres séparant la frontière de la gare de Rosendael.

## Quelques photos

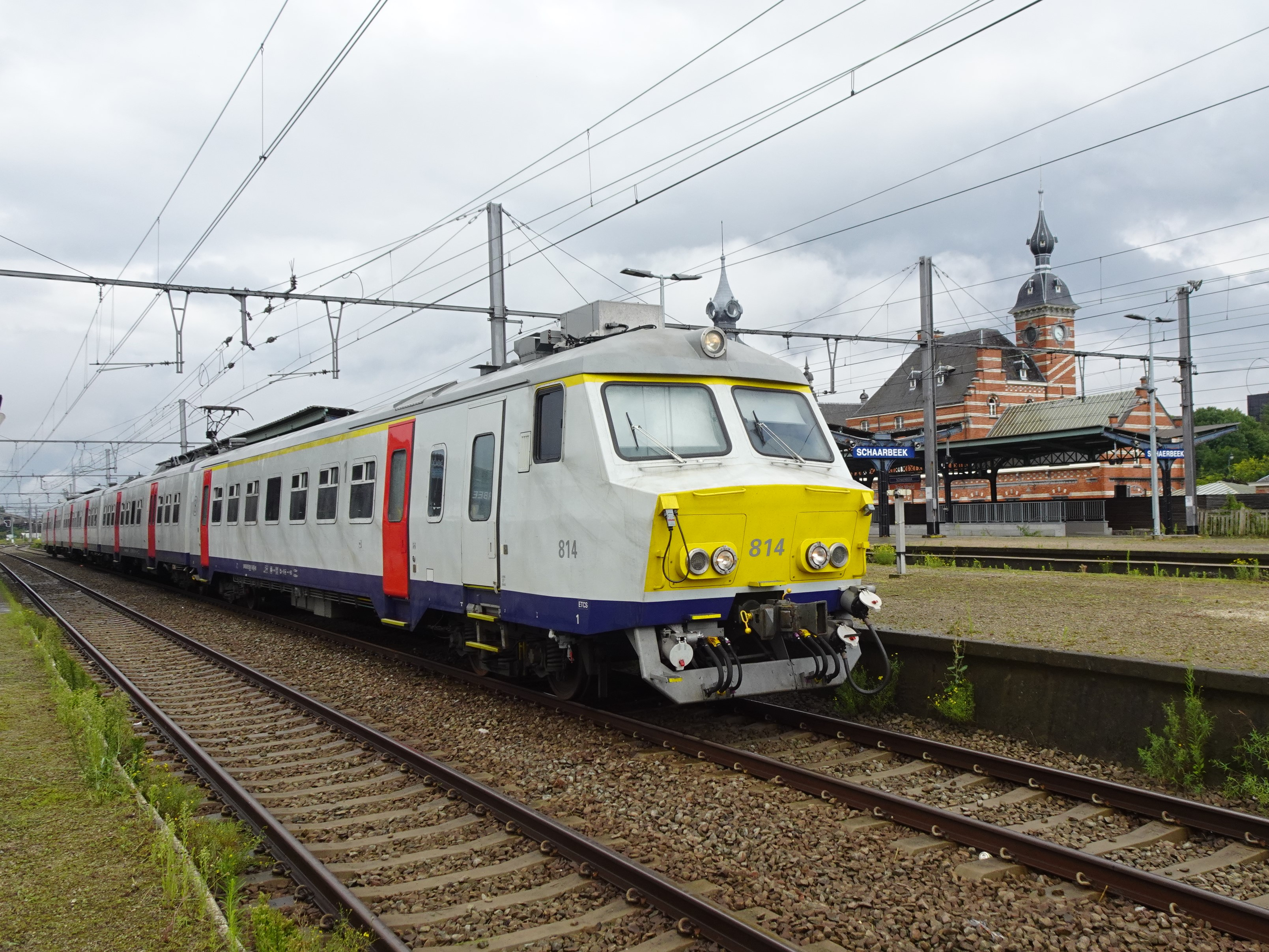
Une AM75 rénovée en gare de Schaerbeek. La ligne jaune sous le toit, au-dessus des portes, indique que la voiture de tête est de première classe. Nous sommes donc du côté ADx.
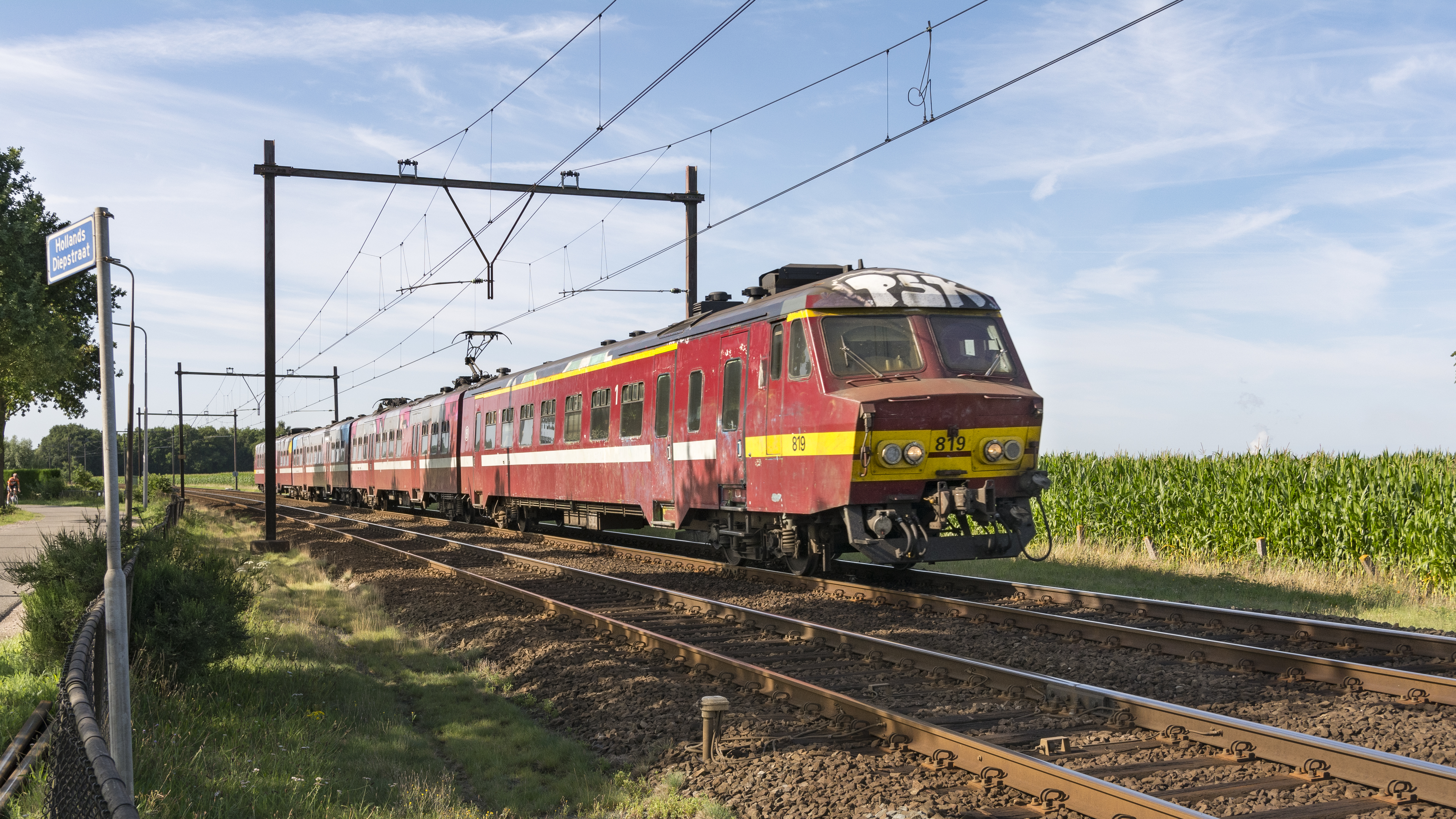
Une AM75 non rénovée circulant aux Pays-Bas près de Rosendael.
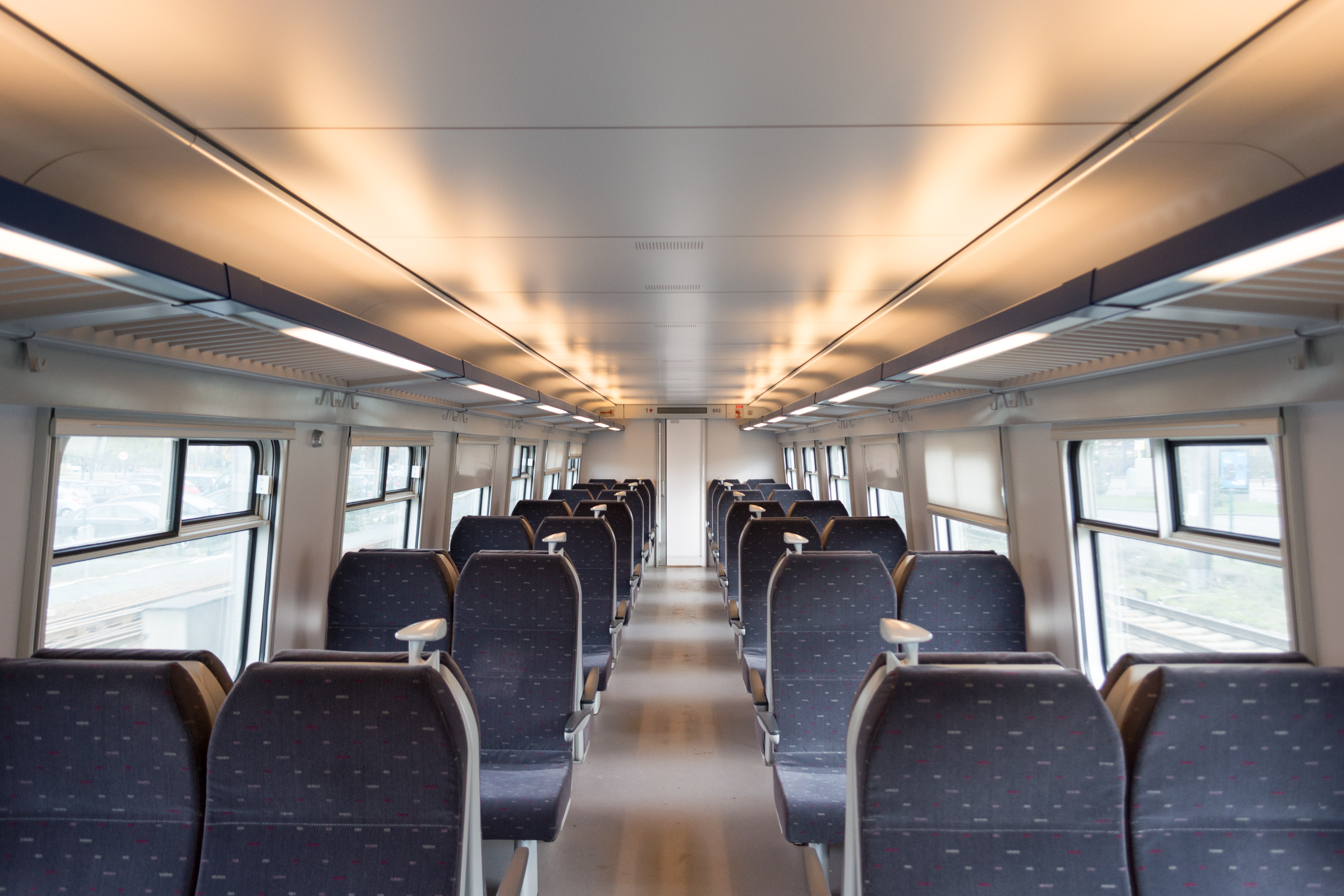
Intérieur d’une AM75 rénovée en première classe.
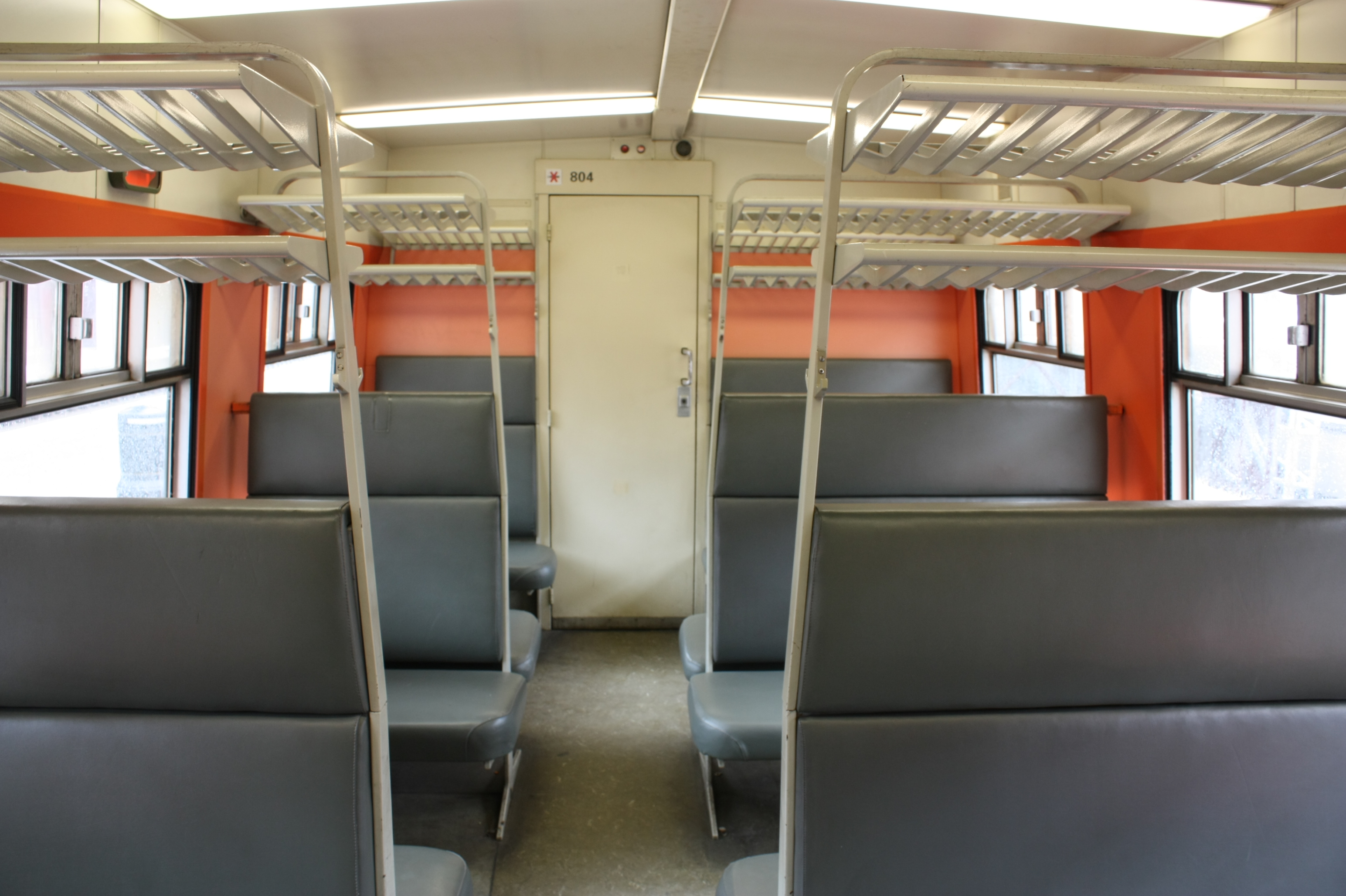
Intérieur d'une AM75 non rénovée, seconde classe (ici, un compartiment de la 804, près du poste de conduite).
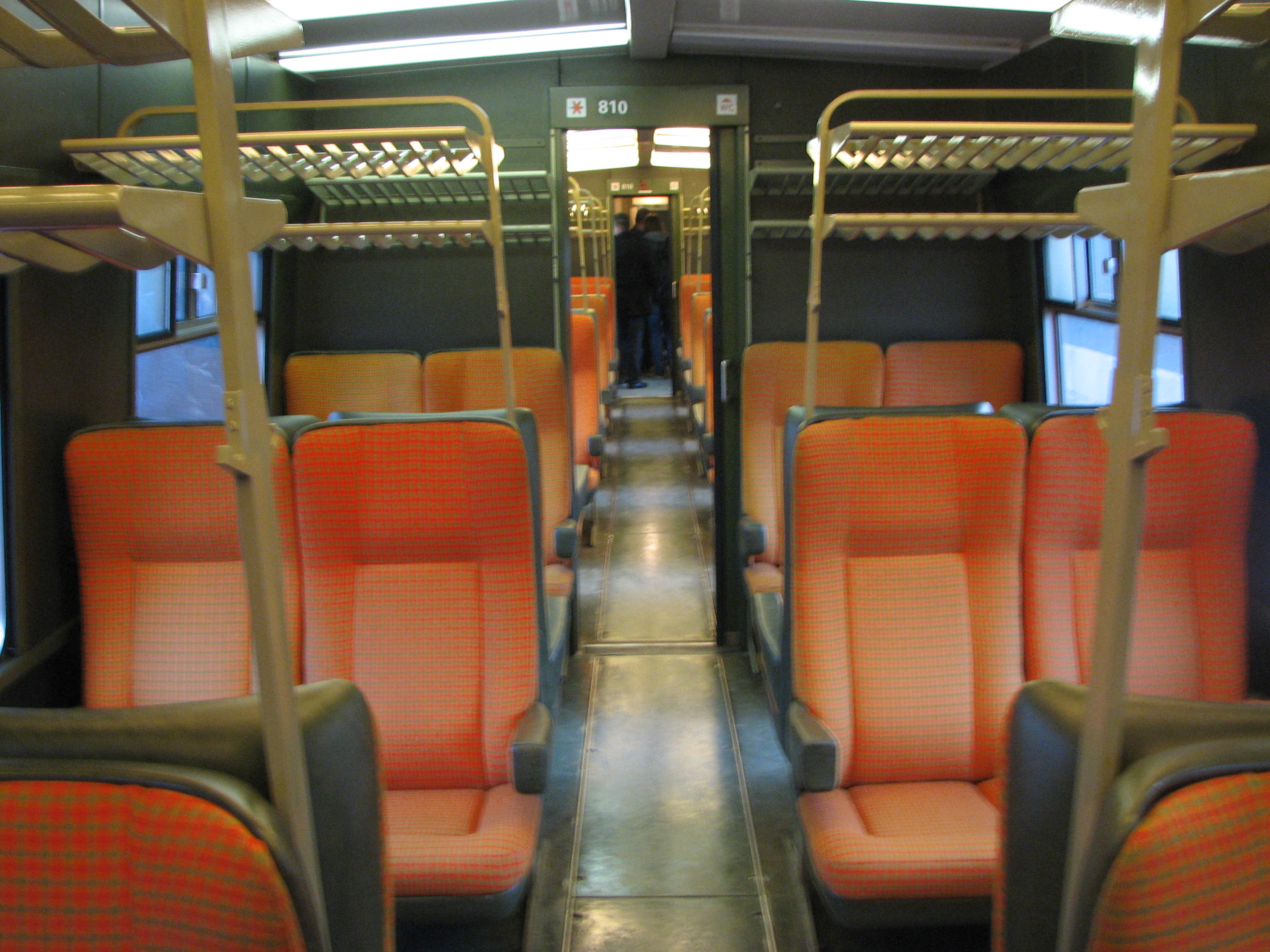
Intérieur d'une AM75 non rénovée, première classe (ici, compartiments de la 810).
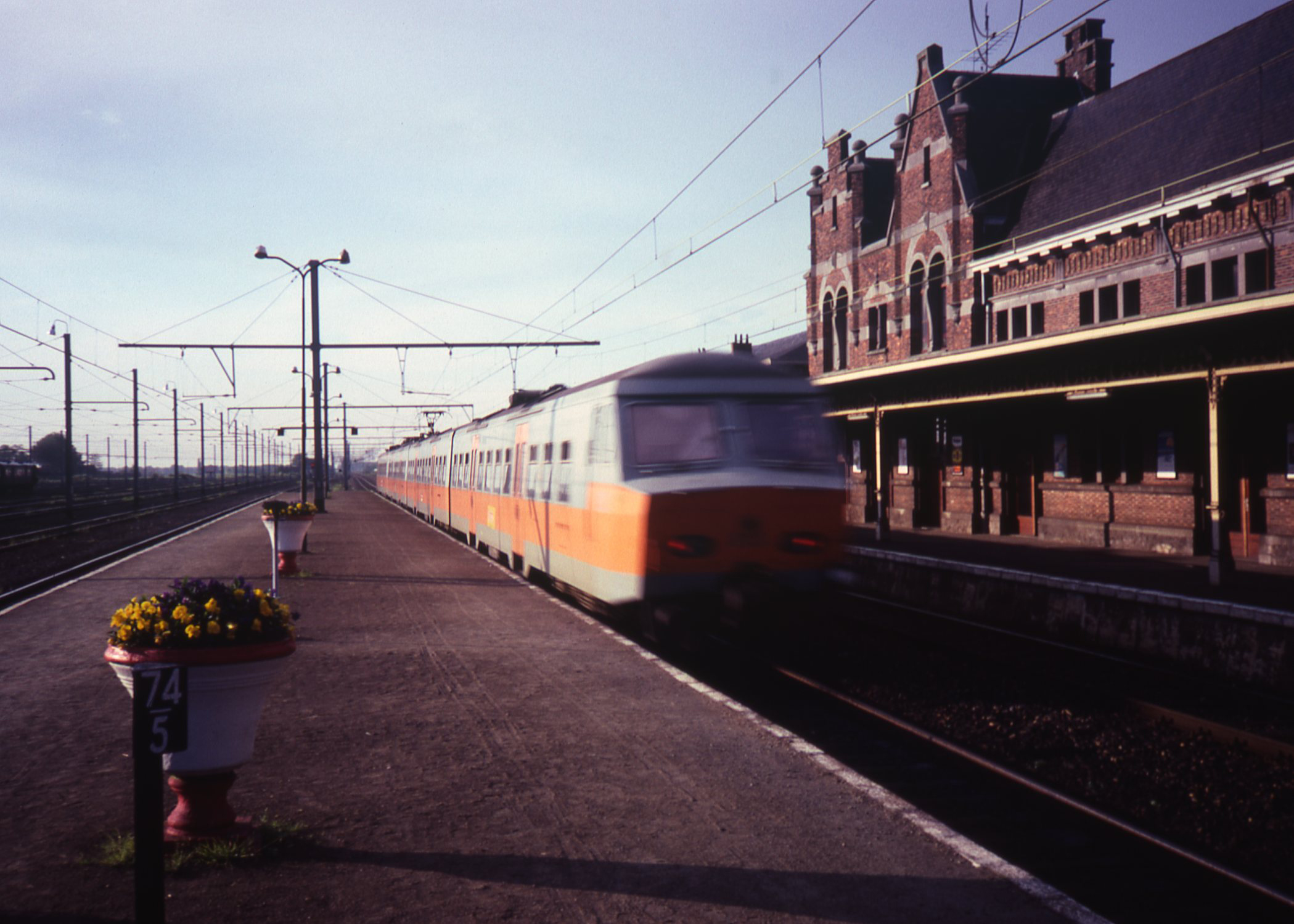
Livrée d’origine des AM75 associant le gris et l’orange
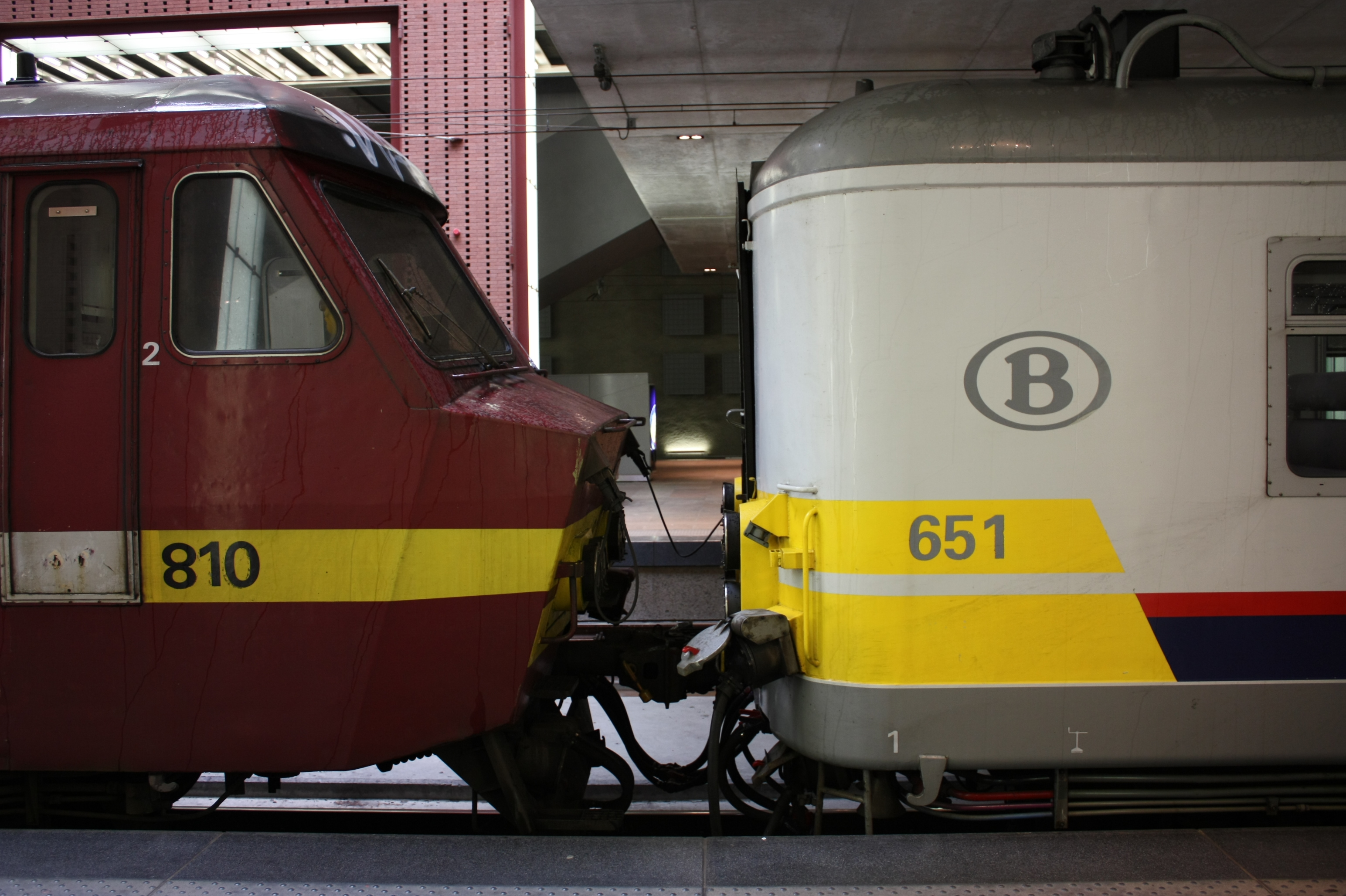
Accouplement d’une AM75 avec une automotrice classique.
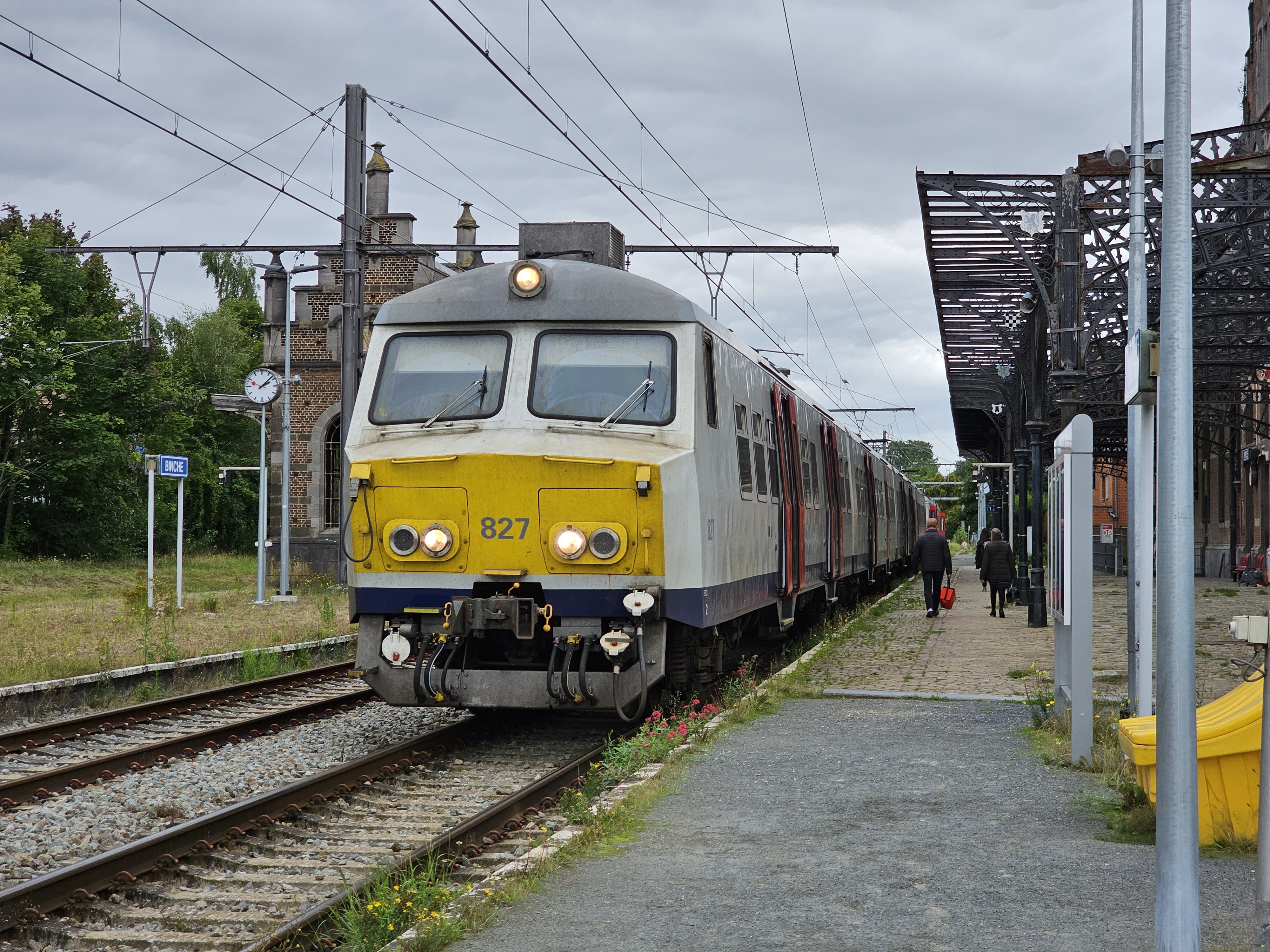
Une AM75 (827) en gare de Binche.
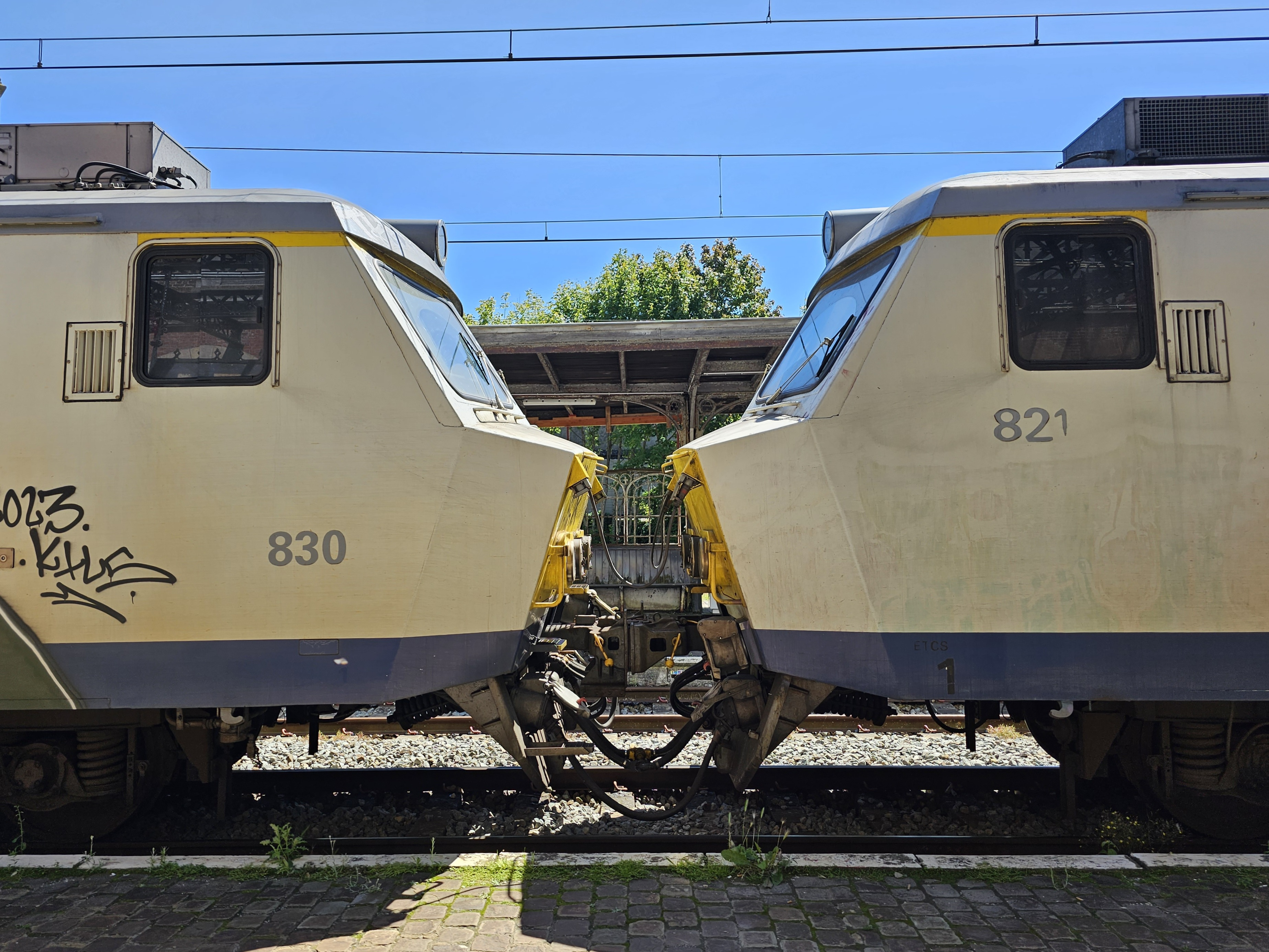
Deux AM75 couplées ensemble.

## Sources

### Traductions
- (nl) Cet article est partiellement ou en totalité issu de l’article de Wikipédia en néerlandais intitulé « MS75 » (voir la liste des auteurs).